# Emiel Van Cauter
Emiel Van Cauter, né le 2 décembre 1931 à Meuzegem (nl)-Wolvertem et mort le 26 octobre 1975 à Bangkok, en Thaïlande, est un coureur cycliste belge, professionnel de 1955 à 1959 et champion du monde amateur en 1954.

## Biographie
Deuxième du championnat de Belgique sur route amateurs en 1953, Emiel Van Cauter devient champion du monde sur route amateur l'année suivante à Solingen. Il devient cycliste professionnel en 1955 et remporte cette année-là le championnat de Belgique.
Après la fin de sa carrière cycliste en 1958, il crée la société Van Cauter. En 1972, cette entreprise est sponsor de l'équipe cycliste Van Cauter-Magniflex-de Gribaldy, qui a pour leaders Rik Van Linden et Georges Pintens.
Il est assassiné à Bangkok, en Thaïlande, lors d'un séjour de vacances en 1975.
Emiel Van Cauter est le père de Carina Van Cauter, députée fédérale belge membre de l'OpenVLD.

## Palmarès

### Palmarès amateur
- 1953
  - 3e étape du Tour de Belgique amateurs
  - 2e du championnat de Belgique sur route amateurs
  - 8e du championnat du monde sur route amateurs
- 1954
  -  Champion du monde sur route amateurs
  - Gand-Ypres
  - Bruxelles-Opwijk
  - Grand Prix de Pacques
  - 14e étape de la Vuelta y Ruta de Mexico
  - 2e du Tour d'Égypte

### Palmarès professionnel
- 1955
  -  Champion de Belgique sur route
  - 4e de Liège-Bastogne-Liège
  - 4e de Paris-Tours
- 1956
  - Grand Prix Beeckman-De Caluwé
- 1958
  - Circuit des monts du sud-ouest
  - 3e du Grand Prix Raf Jonckheere

## Résultats sur les grands tours

### Tour d'Espagne
1 participation
- 1957 : 37e